# French Open 1909 (Badminton)
Die French Open 1909 im Badminton fanden im Dezember 1909 in Dieppe statt. Es war die 2. Auflage dieser Veranstaltung.

## Finalresultate
| Disziplin    | Sieger                             | Finalist                                | Ergebnis           |
| ------------ | ---------------------------------- | --------------------------------------- | ------------------ |
| Herreneinzel | Frank Chesterton                   | George Alan Thomas                      | 15-8, 12-15, 15-11 |
| Dameneinzel  | Lavinia Clara Radeglia             | Mary K. Bateman                         | 14-11, 9-11, 11-5  |
| Herrendoppel | George Alan Thomas Guy Sautter     | Stewart Marsden Massey Frank Chesterton | 15-6, 15-18, 18-14 |
| Damendoppel  | Margaret Larminie Mary K. Bateman  | Lavinia Clara Radeglia Wallis           | 15-9, 15-8         |
| Mixed        | George Alan Thomas Mary K. Bateman | Frank Chesterton Margaret Larminie      | 15-10, 15-2        |